# Плуска (Требње)
Плуска (словен. Pluska) је насељено место у општини Требње, регија Југоисточна Словенија, Словенија.

## Историја
До територијалне реорганизације у Словенији била је у саставу старе општине Требње.

## Становништво
У попису становништва из 2011. године, Плуска је имала 45 становника.
| Број становника према пописима | Број становника према пописима | Број становника према пописима |
| ------------------------------ | ------------------------------ | ------------------------------ |
| 1991                           | 2002                           | 2011                           |
| 38                             | 44                             | 45                             |